# 15503 Estradioto
A 15503 Estradioto (ideiglenes jelöléssel (15503) 1999 RD25) a Naprendszer kisbolygóövében található aszteroida. A LINEAR projekt keretében fedezték fel 1999. szeptember 7-én.